# DN19D
DN19D este un drum național de 10km lungime, între Săcueni, Bihor și frontiera cu Ungaria.